# Molde Elite
Molde HK er en norsk kvindehåndboldklub, hjemmehørende i Molde, Norge. Klubben spiller pt. 2024 i den norske liga. Den nuværende cheftræner er Tor Odvar Moen. I 2021 nåede de den norske pokalfinale, hvor de blev besejret af Vipers Kristiansand med cifrene 38–20.
Danske Helle Thomsen var træner i klubben fra 2018 til 2020.

## Spillertruppen 2023/24
| Målvogtere - 01 Mathilde Rømer - 16 Ine Karlsen Stangvik - 24 Lise Slemmen Gussiås Højre fløj - 02 Mia Kristine Strand - 04 Romé Celine Steverink - 25 Henrikke Hauge Kjølholdt Venstre fløj - 05 Rikke Øyerhamn - 18 Torine Hjelme Dalen Stregspiller - 06 Christine Glasø - 10 Sherin Obaidli - 49 Hege Holgersen Danielsen | Bagspillere LB - 03 Runa Heimsjø Sand - 17 Mie Blegen Stensrud - 19 Celina Vatne CB - 03 Christine Karlsen Alver - 15 Blanka Kajdon - 37 Silje Rekdal RB - 07 Johanne Halseth Nypan - 22 Markéta Šustáčková |